# Rosario Robles
María del Rosario Robles Berlanga, conosciuta come Rosario Robles (Città del Messico, 17 febbraio 1956), è una politica ed economista messicana.

## Biografia
Nata a Città del Messico il 17 febbraio 1956, si laurea in economia nel 1981 presso l'Università nazionale autonoma del Messico, conseguendo un master in sviluppo rurale alla sede di Xochimilco (situata a Coyoacán) dell'Università autonoma metropolitana.

### Carriera politica
Entra in politica a fine anni ottanta, diventando membro del sindacato dei lavoratori dell'UNAM. Nel 1989 contribuisce alla fondazione del Partito della Rivoluzione Democratica, mentre nel 1994 viene eletta deputata federale con questo partito.
Tre anni dopo, non più deputata, viene nominata da Cuauhtémoc Cárdenas, che era capo del governo del Distretto Federale, segretaria di governo. Rimane in carica fino al settembre 1999, quando, a seguito delle dimissioni del predecessore, diventa la sostituta capa del governo della capitale, divenendo la prima donna governatrice della Città.
Resta in carica fino al dicembre del 2000, venendo sostituita da Andrés Manuel López Obrador. Successivamente, nel 2002, si candida come presidente del PRD e, a seguito delle votazioni interne, risulta la vincitrice. Nel 2004 esce dal partito e diventa indipendente.
Agli inizi di settembre 2012 viene scelta dal presidente Enrique Peña Nieto come segretaria dello sviluppo sociale, carica che assume ufficialmente nel mese di dicembre. Nell'agosto 2015 si trasferisce di segretariato, divenendo titolare di quello dello sviluppo agricolo, territoriale e urbano.

### Arresto (2019-2022)
Il 13 agosto 2019 viene arrestata per aver partecipato, secondo l'accusa, a un caso di corruzione, la cui investigazione è comunemente chiamata La estafa maestra. Sempre secondo l'accusa, alcuni politici, tra cui lei, avrebbero sottratto delle somme di denaro statali illegalmente nel periodo della presidenza di Enrique Peña Nieto. Il 18 settembre dello stesso anno il Segretariato della funzione pubblica l'ha radiata per dieci anni dall'incarico per non aver dichiarato correttamente il suo patrimonio. Il 19 agosto 2022 viene modificata la custodia cautelare per seguire un processo di libertà, il che la fa uscire dal carcere la sera stessa. Il 24 febbraio 2023 il tribunale messicano la assolve perché, secondo esso, il reato commesso sarebbe solo amministrativo.

## Vita privata
È stata sposata con Julio Moguel Viveros, col quale ha avuto una figlia, Mariana, divenuta poi una politica.